# Cantautori 2
Cantautori 2 (reso graficamente sul fronte di copertina come Canta Autori, mentre il CD riporta il titolo Cantautori) è un album discografico della cantante italiana Anna Oxa, pubblicato nel 1994 dalla Columbia. Si tratta del secondo disco in cui sono contenute cover di cantautori italiani.

## Tracce
1. Washington – 4:43 (testo: Lucio Dalla – musica: Tullio Ferro)
2. Mille giorni di te e di me – 5:17 (Claudio Baglioni)
3. Scrivimi – 5:31 (testo: Nino Buonocore e Michele De Vitis – musica: Nino Buonocore)
4. Questi posti davanti al mare – 5:01 (Ivano Fossati)
5. Con il nastro rosa – 4:50 (testo: Mogol – musica: Lucio Battisti)
6. Ti pretendo – 5:09 (testo: Gianna Albini – musica: Giancarlo Bigazzi e Raf)
7. Quando – 4:25 (Pino Daniele)
8. Tienimi dentro te – 5:55 (Fabio Concato)
9. La storia – 2:51 (Francesco De Gregori)
10. Eri piccola – 3:09 (testo: Leo Chiosso – musica: Fred Buscaglione)

## Formazione
- Anna Oxa – voce
- Flavio Ibba, Fabio Moretti, Francesco Saverio Porciello – chitarra acustica ed elettrica
- Danilo Madonia – pianoforte, tastiera e programmazione
- Bob Callero – basso
- Lele Melotti – batteria
- Demo Morselli – tromba e flicorno
- Claudio Pascoli – sassofono tenore, contralto, contralto e contralto
- Tom Sheret – sax
- Adriano Mondini – oboe e corno inglese
- Nadia Biondini, Luana Heredia, Moreno Ferrara – cori